# Melanerpes hoffmannii

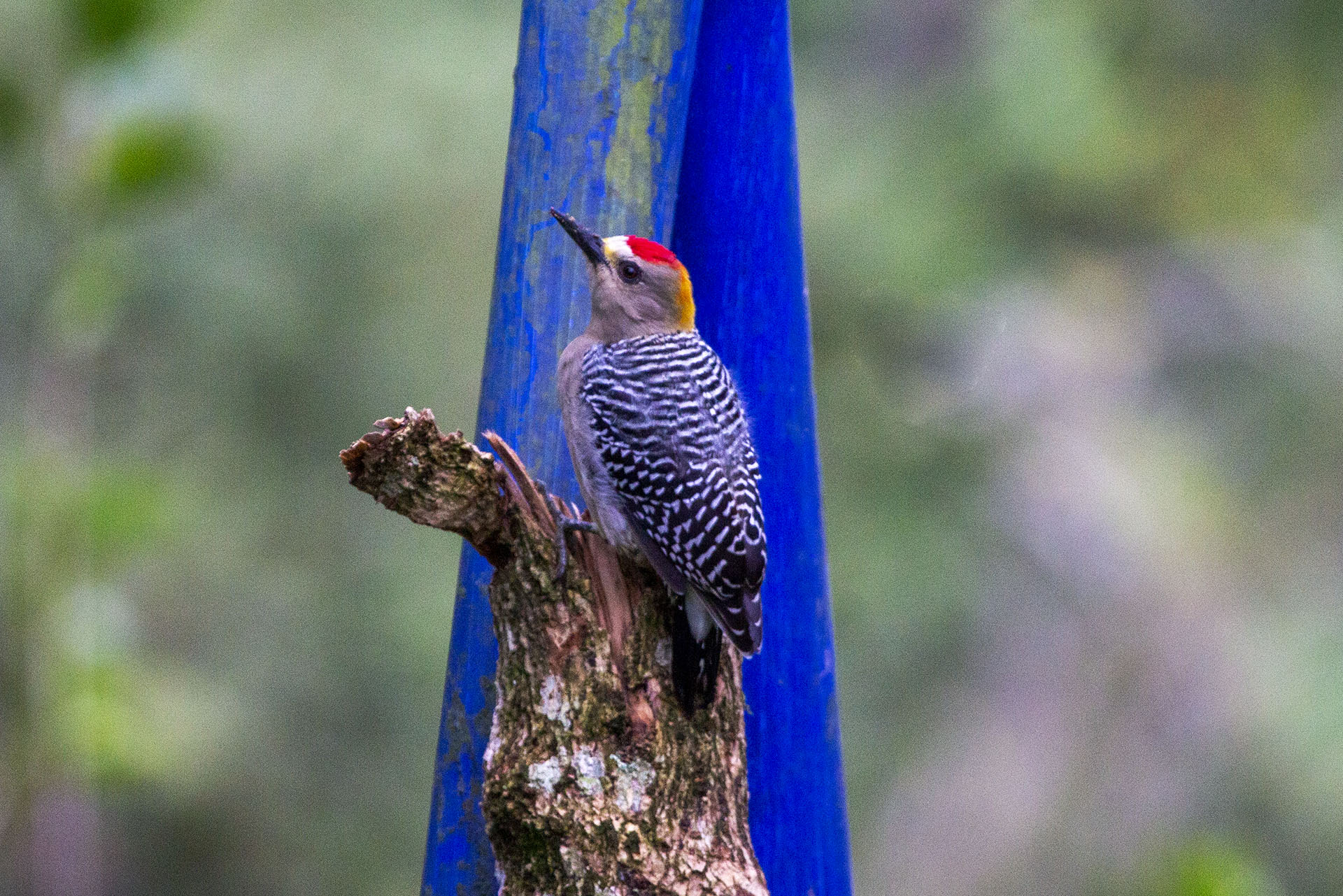
Carpintero de Hoffmann. Costa Rica. Provincia de Cartago, Cantón de la Unión. 1406

El carpintero de Hoffmann, carpintero nuquigualdo o checo de Hoffmann	Melanerpes hoffmannii es una especie de ave piciforme, perteneciente a la familia Picidae, subfamilia Picinae, del género Melanerpes.

## Localización
Esta especie de ave es endémica de América Central, desde el Sur de Honduras a Panamá.